# Никитенко, Сергей Викторович
Сергей Викторович Никитенко (род. 19 августа 1978 года, Гомель, Гомельская область, Белоруссия) — белорусский футболист, выступавший на позиции полузащитника.

## Клубная карьера
Сергей Никитенко воспитанник ДЮСШ ФК «Гомель». На профессиональном уровне дебютировал в 1995 году. Первые два сезона провел в речицком «Ведриче». В 1997 году вернулся в ФК «Гомель», в котором провел самый значимый отрезок своей карьеры игрока. Защищая цвета родного клуба Сергей Никитенко стал обладателем Кубка Белоруссии, а в 2003 году стал чемпионом страны.
После фантастического «золотого» сезона 2003 года, со скандалом уехал на Украину. Несмотря на действующий контракт с гомельским клубом, попытался заключить ещё одно соглашение — с криворожским «Кривбассом». Руководство гомельского клуба направило в БФФ обращение о нарушении регламента со стороны Сергея Никитенко. Дисциплинарный комитет принял следующее решение: основываясь на Регламенте ФИФА по статусу и переходам футболистов, а также Регламенте чемпионата и Кубка Белоруссии, дисквалифицировать Сергея на четыре месяца. Позже дисквалификацию отменили. В «Кривбассе» Никитенко провел три не полных сезона, после чего вернулся в Белоруссию.
Вернувшись на родину, Сергей часто менял команды. В сезоне 2006 года выступал за витебский «Локомотив» и в то время шумевшую «Дариду» из Ждановичей. в 2007 году вновь подписал контракт с «Гомелем», но в итоге вторую часть сезона провел в могилевском «Савите». Далее год провел в светлогорском «Химике». В 2009 году вновь вернулся в родной город, где три сезона играл за гомельский «ДСК». Последним клубом в игровой карьере Сергея Никитенко стал ФК «Витебск».

## Тренерская карьера
В 2013 году стал тренером дублирующего состава ФК «Гомель».
С 2016 по 2017 г.г. — тренер юношеской команды 2001 года рождения Центра развития молодежного футбола ФК «Гомель»
С 2017 — тренер по научно-методической работе ФК «Гомель»

## Достижения
«Гомель»
- Обладатель Кубка Белоруссии (1): 2001/02
- Чемпион Белоруссии (1): 2003